# Tom Willander
Tom Willander, född 9 februari 2005 i Stockholm, är en svensk professionell ishockeyspelare (back).